# Eneo (fiume)
L'Eneo (in croato Rječina, in ungherese Recsina, in tedesco Flaum, in veneto Fiumera), noto anche con i nomi Fiumara, Tarsia e Récina, è un modesto corso d'acqua croato noto perché attraversa la città di Fiume. Il suo nome deriva dal latino e greco Oeneus.
Nel periodo dal 1924 al 1941 il basso corso dell'Eneo segnava il confine tra l'Italia e la Jugoslavia, separando la città prevalentemente italofona di Fiume dal quartiere slavofono di Sussak.

## Descrizione

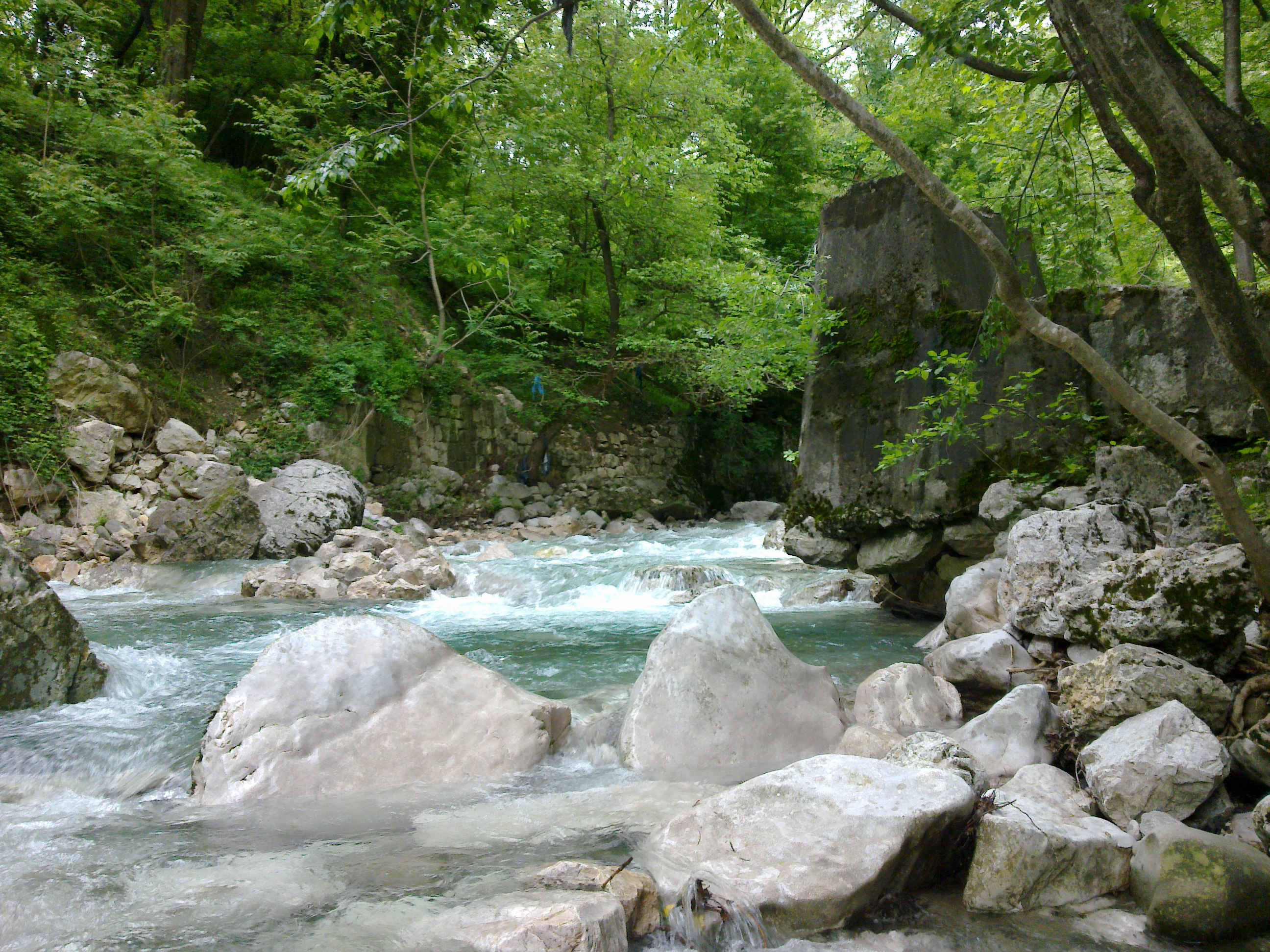
L'Eneo tra le alture a nord est di Fiume

Nasce alle pendici del colle Kičej (606 m), una collina dell'entroterra di Fiume, a 323 metri di quota. Segue poi un percorso tortuoso in direzione sud-est, scavando una profonda gola, che lo porta a sfociare con un piccolo delta a due rami nel porto di Fiume, dopo aver percorso circa 18 km. A Fiume il suo corso si allarga e funge da porto-canale.
Ha un carattere fortemente influenzato dalle precipitazioni, tant'è che assomiglia, più che a un fiume, a una fiumara, e appunto con il nome di Fiumara era pure indicato fino al 1947, e tale appellativo è spesso utilizzato tutt'oggi dai fiumani italofoni, che usano anche la forma aggettivale femminile Enea come nome proprio di donna.

## Storia
Importanti lavori, promossi dalle autorità ungheresi, coinvolsero il suo delta sul finire del XIX secolo, quando davanti ad esso fu creato il nuovo bacino di Porto Baross.
Più o meno a metà del suo tragitto, il suo corso viene bloccato da una diga artificiale, costruita nel 1968 per fare fronte alle necessità energetiche della città di Fiume, formando il piccolo lago di Valići.
Nel 1999 lungo le sue sponde è stato costruito un sentiero escursionistico lungo circa 20 km, molto apprezzato per la bellezza dei paesaggi che attraversa, che parte dalla città di Fiume e termina presso la sorgente dell'Eneo.